# Bubnoffnunatakker
Die Bubnoffnunatakker sind eine Gruppe bis zu 1300 m hoher Nunatakker im ostantarktischen Coatsland. In den Read Mountains der Shackleton Range ragen sie unmittelbar östlich des Eskola Cirque auf.
Deutsche Wissenschaftler benannten ihn nach dem deutschen Geologen Serge von Bubnoff (1888–1957).